# (100705) 1998 BO5
(100705) 1998 BO5 es un asteroide perteneciente al cinturón de asteroides descubierto el 22 de enero de 1998 por el equipo del Spacewatch desde el Observatorio Nacional de Kitt Peak, Arizona, Estados Unidos.

## Designación y nombre
Designado provisionalmente como 1998 BO5.

## Características orbitales
1998 BO5 está situado a una distancia media del Sol de 2,798 ua, pudiendo alejarse hasta 3,093 ua y acercarse hasta 2,502 ua. Su excentricidad es 0,105 y la inclinación orbital 2,641 grados. Emplea 1709,56 días en completar una órbita alrededor del Sol.

## Características físicas
La magnitud absoluta de 1998 BO5 es 15,9. 